# 25940 Mikeschottland
25940 Mikeschottland è un asteroide della fascia principale. Scoperto nel 2001, presenta un'orbita caratterizzata da un semiasse maggiore pari a 2,8149534 UA e da un'eccentricità di 0,0618513, inclinata di 4,59080° rispetto all'eclittica.